# Bcos U Will Never B Free
Bcos U Will Never B Free is het debuutalbum van Rex Orange County. Het album werd onafhankelijk uitgegeven op 4 september op de SoundCloud van Alexander O'Connor. Het album is geschreven en opgenomen op de slaapkamer van O'Connor toen hij 16 was. Op 4 september 2020 werd het album op vinyl uitgebracht, vanwege het vijfjarige bestaan van het album.

## Tracklist
| Nr.          | Titel                        | Duur  |
| ------------ | ---------------------------- | ----- |
| 1.           | ''Rex (Intro)''              | 1:47  |
| 2.           | ''Paradise''                 | 3:38  |
| 3.           | ''Belly (The Grass Stains)'' | 4:20  |
| 4.           | ''Corduroy Dreams''          | 3:37  |
| 5.           | ''Japan''                    | 1:46  |
| 6.           | ''Portrait of Ned''          | 1:53  |
| 7.           | ''Green Eyes, Pt II''        | 3:20  |
| 8.           | ''A Song About Being Sad''   | 2:16  |
| 9.           | ''Know love''                | 4:01  |
| 10.          | ''Curfew''                   | 1:44  |
| Totale duur: | Totale duur:                 | 28:22 |

Alexander O'Connor